# Fiodor Bogdanovski
Fiodor Bogdanovski (n. 16 aprilie 1930, Udomelski raion⁠(d), RSFS Rusă, URSS – d. 2 octombrie 2014, Sankt Petersburg, Rusia) a fost un halterofil ce a reprezentat Uniunea Republicilor Sovietice Socialiste, medaliat olimpic. A participat la o ediție a Jocurilor Olimpice (1956) în care a câștigat o medalie de aur.

## Participări
Lista de mai jos prezintă principalele competiții la care a participat Fiodor Bogdanovski de-a lungul carierei.
- weightlifting at the 1956 Summer Olympics – men's 75 kg[*]